# Archimedischer Körper

Beispiel eines archimedischen Körpers: der Hexaederstumpf

Die archimedischen Körper sind eine Klasse von regelmäßigen geometrischen Körpern. Sie sind konvexe Polyeder (Vielflächner) mit folgenden Eigenschaften:
1. ihre Seitenflächen sind regelmäßige Polygone (Vielecke),
2. alle Ecken des Körpers verhalten sich zueinander völlig gleich (Uniformität der Ecken), und
3. sie sind weder platonische Körper noch Prismen oder Antiprismen.

Je nach Zählweise gibt es 13 oder 15 solcher Körper. Sie sind nach dem griechischen Mathematiker Archimedes benannt, der sie alle vermutlich bereits im dritten Jahrhundert vor Christus entdeckte. Die Schrift des Archimedes ist nicht erhalten, es ist nur eine Zusammenfassung des alexandrinischen Mathematikers Pappos (4. Jahrhundert nach Christus) überliefert.

## Definition
Die exakte Definition der Uniformität der Ecken bereitet einige Mühe und ist nicht immer einheitlich.
Zunächst betrachtet man alle konvexen Polyeder, deren Seitenflächen regelmäßige Polygone sind und die die globale Uniformität der Ecken erfüllen:
Die Symmetriegruppe des Polyeders operiert transitiv auf seinen Ecken.
Das bedeutet anschaulich:
Zu jedem Paar {\displaystyle (a,b)} von Ecken des Polyeders ist es möglich, das Polyeder so zu drehen und zu spiegeln, dass die Ecke {\displaystyle a} dort zu liegen kommt, wo zuvor die Ecke {\displaystyle b} war, und die beiden Positionen des Polyeders vor und nach der Drehung nicht zu unterscheiden sind.
Es gibt mehrere einfache Klassen von konvexen Polyedern, die alle diese Eigenschaften erfüllen:
- Die fünf platonischen Körper.
- Alle Prismen, die aus genau zwei kongruenten regelmäßigen n-Ecken und n Quadraten bestehen. Zu jeder natürlichen Zahl {\displaystyle n\geq 3} existiert ein solches Prisma. An einer Ecke treffen stets ein n-Eck und zwei Quadrate zusammen. Im Fall {\displaystyle n=4} ergibt sich ein Würfel, also ein platonischer Körper.
- Alle Antiprismen, die aus genau zwei kongruenten n-Ecken und 2n gleichseitigen Dreiecken bestehen. Zu jeder natürlichen Zahl {\displaystyle n\geq 3} existiert ein solches Antiprisma. An einer Ecke treffen stets ein n-Eck und drei Dreiecke zusammen. Im Fall {\displaystyle n=3} ergibt sich ein Oktaeder, also ein platonischer Körper.

Die archimedischen Körper sind nun definiert als alle konvexen Polyeder mit regelmäßigen Seitenflächen, die die globale Uniformität der Ecken erfüllen und nicht in eine dieser drei genannten Klassen fallen.

## Eigenschaften
- Unterscheidet man nicht zwischen ähnlichen Körpern, so existieren genau 13 archimedische Körper. Von zweien dieser Körper – dem abgeschrägten Hexaeder und dem abgeschrägten Dodekaeder – existieren je zwei spiegelbildlich entgegengesetzte Varianten, welche nicht durch Drehung ineinander übergeführt werden können. Diese werden gelegentlich doppelt gezählt, so dass sich nach dieser Zählweise dann insgesamt 15 archimedische Körper ergeben.
- Weil die Seitenflächen regelmäßige Polygone sind, gilt: Alle Kanten eines archimedischen Körpers haben die gleiche Länge.
- Aus der globalen Uniformität der Ecken folgt die lokale Uniformität der Ecken:

An jeder Ecke treffen im Uhrzeigersinn oder im Gegenuhrzeigersinn abgelesen dieselben Typen von Polygonen zusammen.
- Aus der lokalen Uniformität der Ecken folgt jedoch im Allgemeinen nicht die globale Uniformität. Ein Gegenbeispiel liefert das Pseudo-Rhombenkuboktaeder.
- Die Flächenfolge an einer Ecke charakterisiert jeden archimedischen (sowie auch platonischen) Körper eindeutig.
- Die zu den archimedischen Körpern dualen Polyeder sind die catalanischen Körper. Die charakteristische Eigenschaft dieser Körper ist die Uniformität der Flächen, welche sich aus der Uniformität der Ecken der archimedischen Körper ergibt.
- Jeder archimedische Körper kann durch Abstumpfen aus einem platonischen Körper erzeugt werden. Bei vielen archimedischen Körpern deutet auch der Name darauf hin. Mit Abstumpfen eines Körpers ist hier gemeint, dass dem Körper beliebige Stücke weggeschnitten werden, dabei aber die Flächen des Körpers – in aller Regel verkleinert – als Flächen des abgestumpften Körpers erhalten bleiben.
- Wenn ein archimedischer Körper durch Abstumpfen aus einem platonischen Körper erzeugt werden kann, dann kann er auch aus dem dazu dualen platonischen Körper durch Abstumpfen erzeugt werden.
- Jeder archimedische Körper besitzt eine Umkugel (eine Kugel durch die Ecken) und eine Kantenkugel (eine Kugel durch die Mittelpunkte der Kanten). Dagegen existiert keine Inkugel, da die Mittelpunkte verschiedenartiger Flächen nicht den gleichen Abstand vom Mittelpunkt des Körpers haben.

## Ableitungen aus den platonischen Körpern
Die meisten archimedischen Körper lassen sich auf anschauliche Weise aus den platonischen Körpern ableiten. Die einfachste Operation ist das Abstumpfen, die Rektifikation, das Doppelabstumpfen und die Doppelrektifikation. Dabei handelt es sich um verschieden starke Varianten des Abstumpfens. Die Abstumpfungsebenen (Schnittebenen) werden dabei konzentrisch so weit in Richtung Mittelpunkt des vorliegenden platonischen Körpers geschoben, bis sich Seitenflächen des platonischen Körpers oder diese Schnittebenen in einem Punkt treffen oder Schnittkanten dieser Seitenflächen oder Schnittebenen dieselbe Länge haben wie die verbleibenden Restkanten des ursprünglichen platonischen Körpers. Etwas anspruchsvoller sind die Kantellation, das Abschrägen und die Kantitrunkation. Die folgende Tabelle gibt eine Übersicht über die entstehenden Körper:
| Symmetriegruppe     | Tetraedergruppe | Oktaedergruppe            | Oktaedergruppe            | Ikosaedergruppe               | Ikosaedergruppe               |
| Operation           | Tetraeder       | Hexaeder                  | Oktaeder                  | Dodekaeder                    | Ikosaeder                     |
| ------------------- | --------------- | ------------------------- | ------------------------- | ----------------------------- | ----------------------------- |
| Abstumpfen          | Tetraederstumpf | Hexaederstumpf            | Oktaederstumpf            | Dodekaederstumpf              | Ikosaederstumpf               |
| Rektifikation       | Oktaeder        | Kuboktaeder               | Kuboktaeder               | Ikosidodekaeder               | Ikosidodekaeder               |
| Doppelabstumpfen    | Tetraederstumpf | Oktaederstumpf            | Hexaederstumpf            | Ikosaederstumpf               | Dodekaederstumpf              |
| Doppelrektifikation | Tetraeder       | Oktaeder                  | Hexaeder                  | Ikosaeder                     | Dodekaeder                    |
| Kantellation        | Kuboktaeder     | Rhombenkuboktaeder        | Rhombenkuboktaeder        | Rhombenikosidodekaeder        | Rhombenikosidodekaeder        |
| Abschrägen          | Ikosaeder       | Abgeschrägtes Hexaeder    | Abgeschrägtes Hexaeder    | Abgeschrägtes Dodekaeder      | Abgeschrägtes Dodekaeder      |
| Kantitrunkation     | Oktaederstumpf  | Großes Rhombenkuboktaeder | Großes Rhombenkuboktaeder | Großes Rhombenikosidodekaeder | Großes Rhombenikosidodekaeder |

Im Fall des Tetraeders sind nicht alle entstehenden Polyeder archimedische Körper. Durch Doppelabstumpfen entsteht das Oktaeder und durch Abschrägen entsteht das Ikosaeder.

## Die einzelnen archimedischen Körper
| Name                                                     | Bilder | Bilder | Flächen | Flächen                              | Kanten | Ecken | Flächenfolge an den Ecken | Symmetrie- gruppe | Dualer Körper           |
| -------------------------------------------------------- | ------ | ------ | ------- | ------------------------------------ | ------ | ----- | ------------------------- | ----------------- | ----------------------- |
| Tetraederstumpf                                          |        |        | 8       | 4 Dreiecke 4 Sechsecke               | 18     | 12    | 3, 6, 6                   | Td                | Triakistetraeder        |
| Kuboktaeder                                              |        |        | 14      | 8 Dreiecke 6 Quadrate                | 24     | 12    | 3, 4, 3, 4                | Oh                | Rhombendodekaeder       |
| Hexaederstumpf                                           |        |        | 14      | 8 Dreiecke 6 Achtecke                | 36     | 24    | 3, 8, 8                   | Oh                | Triakisoktaeder         |
| Oktaederstumpf                                           |        |        | 14      | 6 Quadrate 8 Sechsecke               | 36     | 24    | 4, 6, 6                   | Oh                | Tetrakishexaeder        |
| Rhombenkuboktaeder                                       |        |        | 26      | 8 Dreiecke 18 Quadrate               | 48     | 24    | 3, 4, 4, 4                | Oh                | Deltoidalikositetraeder |
| Großes Rhombenkuboktaeder oder Kuboktaederstumpf         |        |        | 26      | 12 Quadrate 8 Sechsecke 6 Achtecke   | 72     | 48    | 4, 6, 8                   | Oh                | Hexakisoktaeder         |
| Abgeschrägtes Hexaeder oder Cubus simus                  |        |        | 38      | 32 Dreiecke 6 Quadrate               | 60     | 24    | 3, 3, 3, 3, 4             | O                 | Pentagonikositetraeder  |
| Ikosidodekaeder                                          |        |        | 32      | 20 Dreiecke 12 Fünfecke              | 60     | 30    | 3, 5, 3, 5                | Ih                | Rhombentriakontaeder    |
| Dodekaederstumpf                                         |        |        | 32      | 20 Dreiecke 12 Zehnecke              | 90     | 60    | 3, 10, 10                 | Ih                | Triakisikosaeder        |
| Ikosaederstumpf oder Fußballkörper                       |        |        | 32      | 12 Fünfecke 20 Sechsecke             | 90     | 60    | 5, 6, 6                   | Ih                | Pentakisdodekaeder      |
| Rhombenikosidodekaeder                                   |        |        | 62      | 20 Dreiecke 30 Quadrate 12 Fünfecke  | 120    | 60    | 3, 4, 5, 4                | Ih                | Deltoidalhexakontaeder  |
| Großes Rhombenikosidodekaeder oder Ikosidodekaederstumpf |        |        | 62      | 30 Quadrate 20 Sechsecke 12 Zehnecke | 180    | 120   | 4, 6, 10                  | Ih                | Hexakisikosaeder        |
| Abgeschrägtes Dodekaeder oder Dodecaedron simum          |        |        | 92      | 80 Dreiecke 12 Fünfecke              | 150    | 60    | 3, 3, 3, 3, 5             | I                 | Pentagonhexakontaeder   |

## Raumfüllungen mit archimedischen Körpern
Der dreidimensionale euklidische Raum kann lückenlos mit platonischen Körpern oder archimedischen Körpern gleicher Kantenlänge ausgefüllt werden. Solche dreidimensionalen Parkettierungen werden Raumfüllung genannt. Die folgenden Raumfüllungen enthalten einen oder mehrere Typen von archimedischen Körpern:

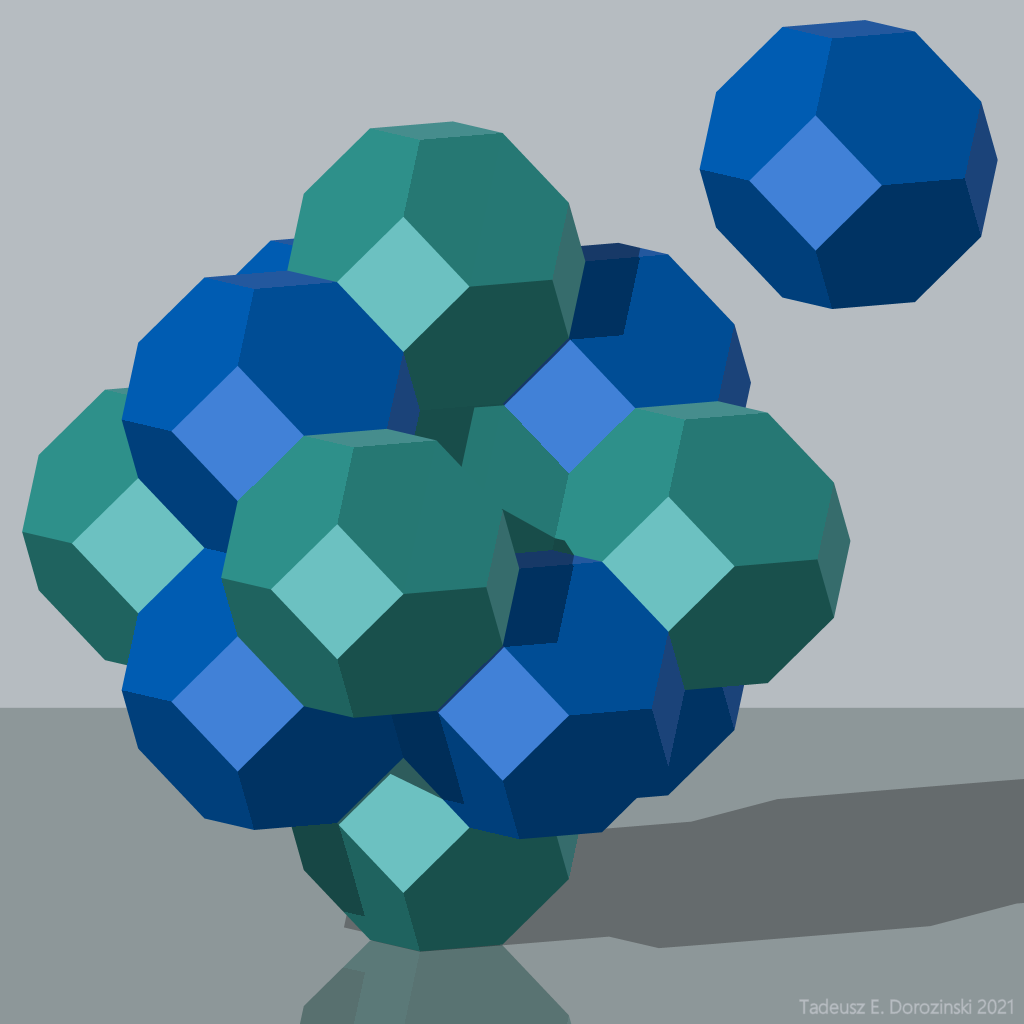
Raumfüllung, die nur aus Oktaederstümpfen besteht
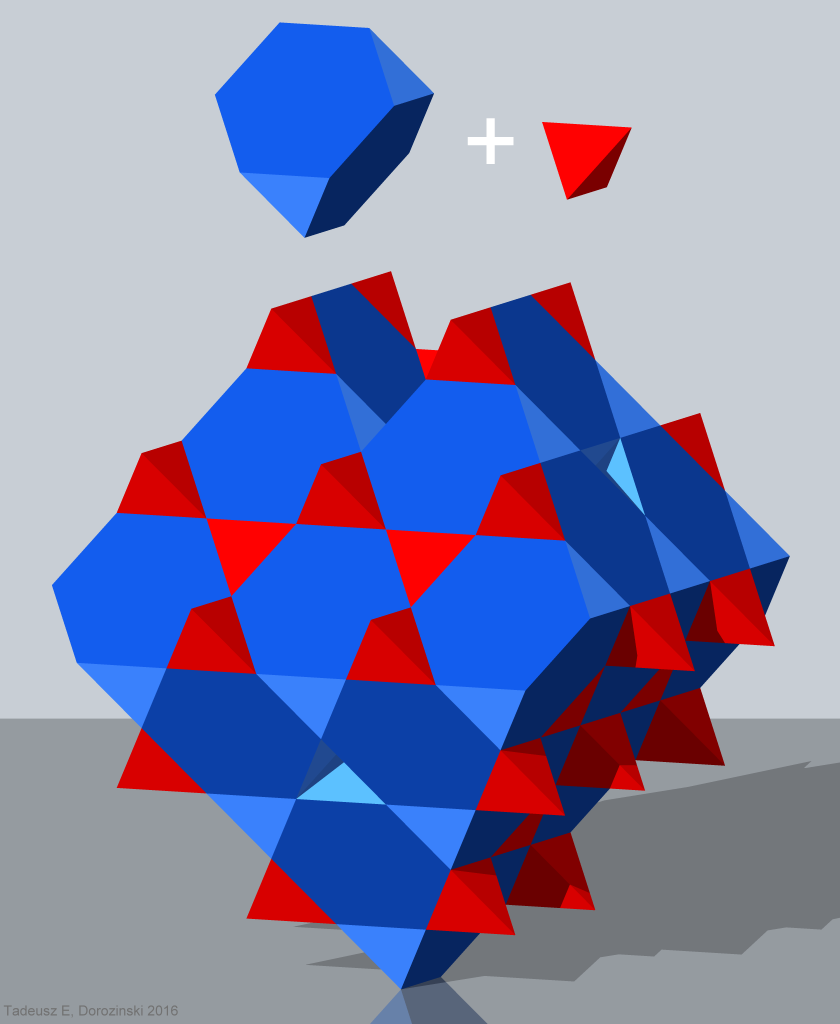
Raumfüllung mit Tetraederstumpf und Tetraeder
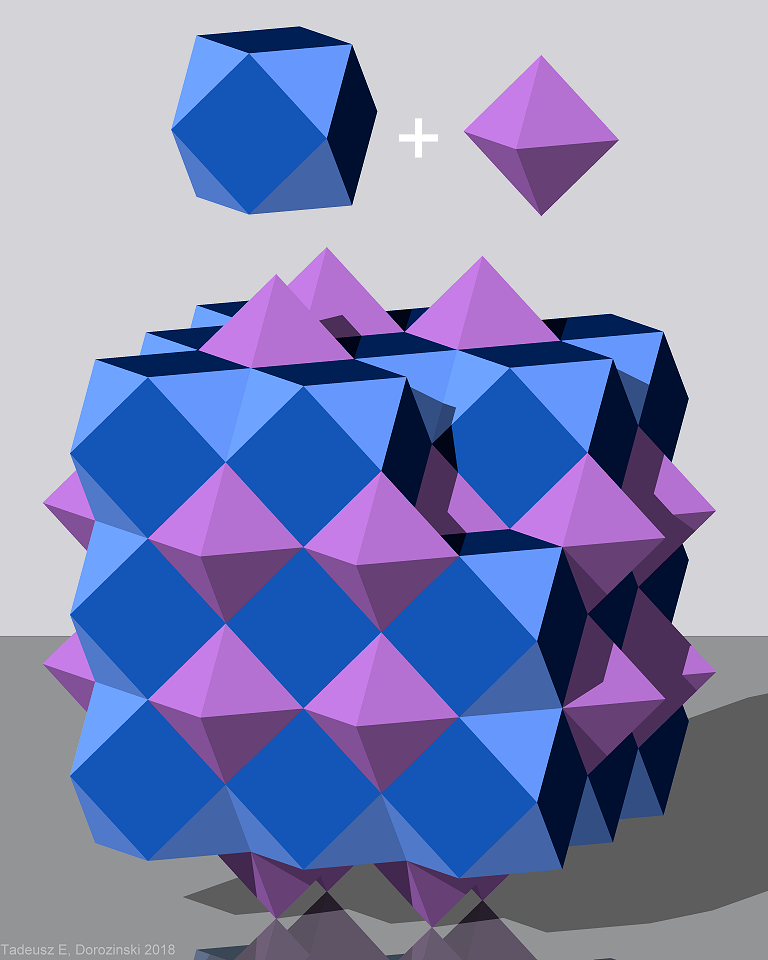
Raumfüllung mit Kuboktaeder und Oktaeder
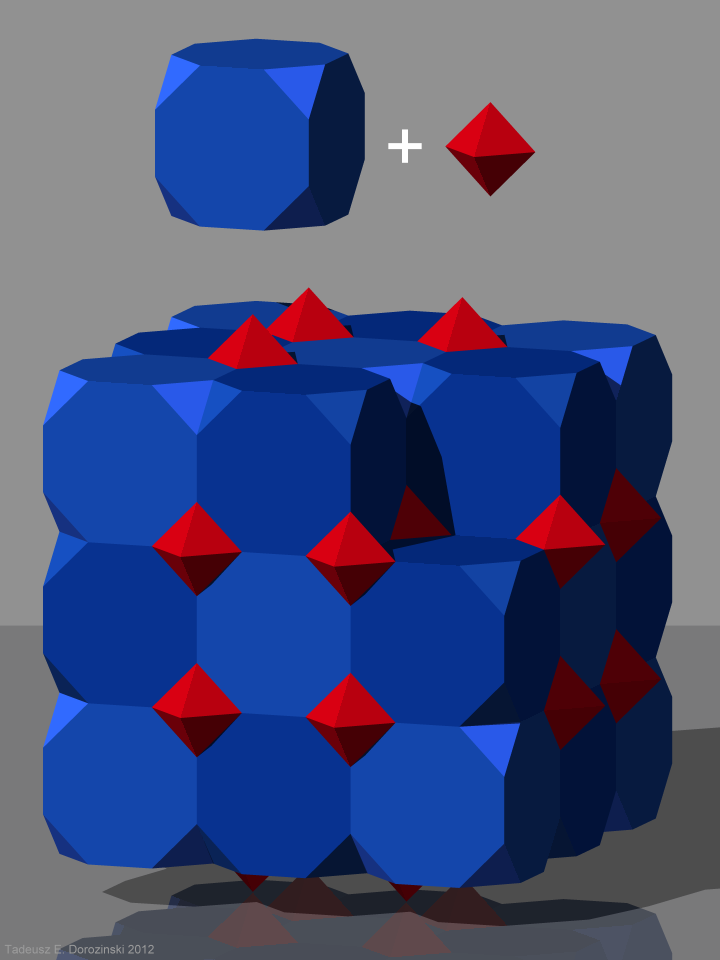
Raumfüllung mit Hexaederstumpf und Oktaeder
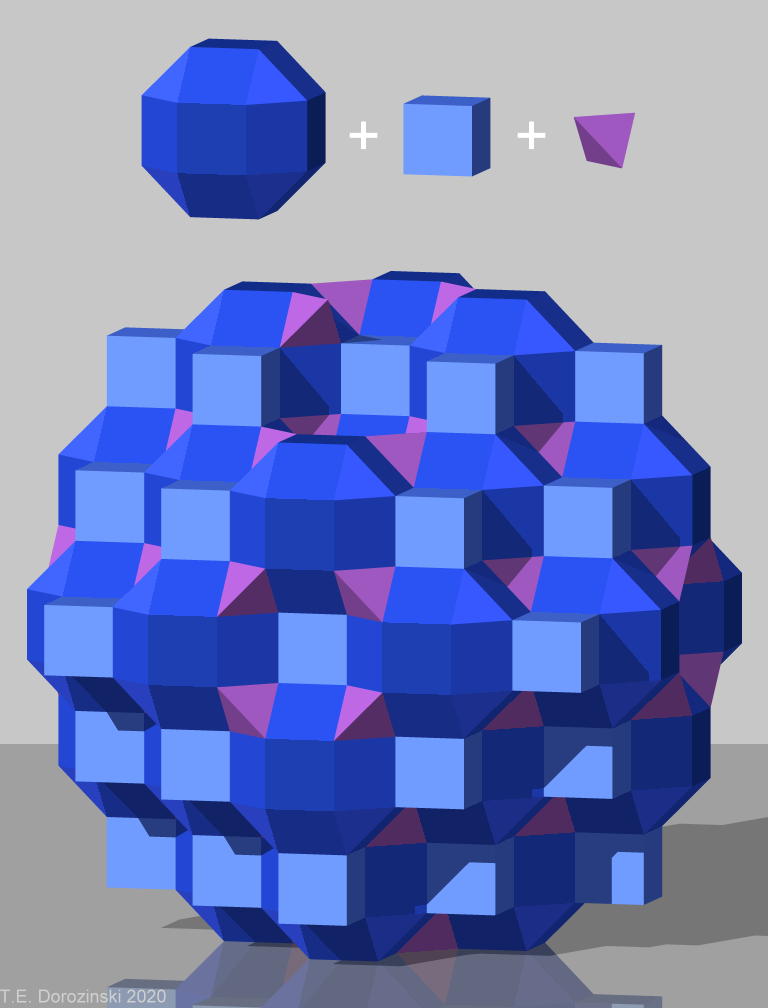
Raumfüllung mit Rhombenkuboktaeder, Würfel und Tetraeder
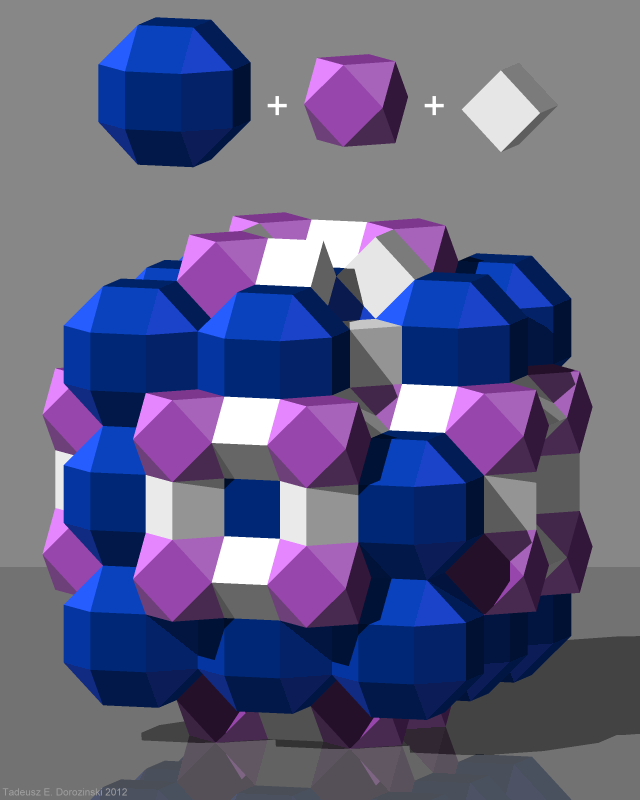
Raumfüllung mit Rhombenkuboktaeder, Kuboktaeder und Würfel
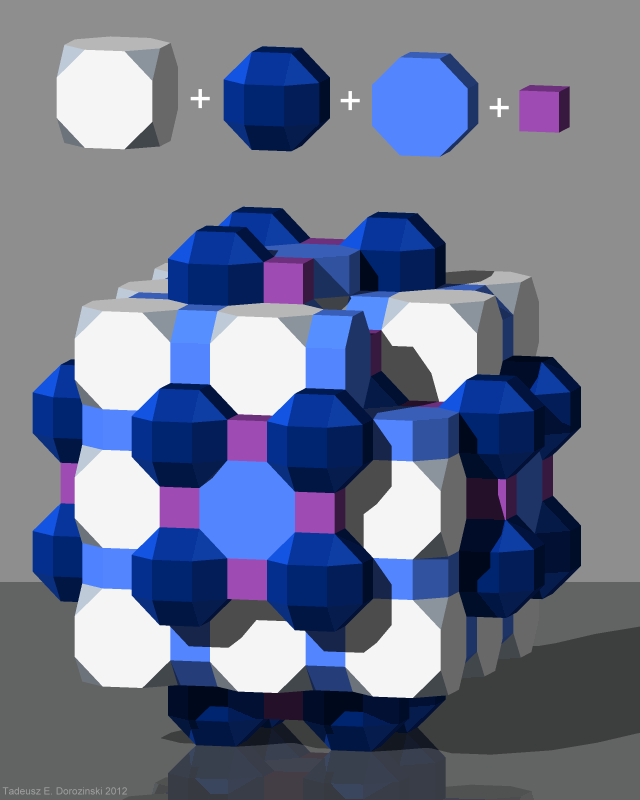
Raumfüllung mit Hexaederstumpf, Rhombenkuboktaeder, Achteckprisma und Würfel
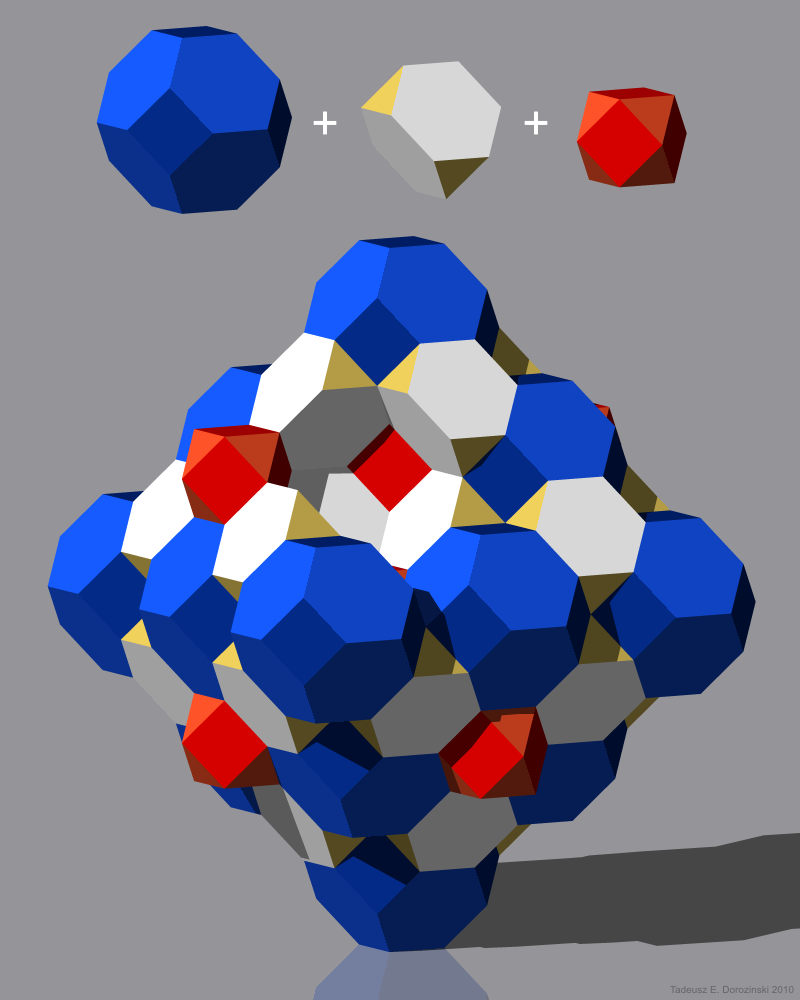
Raumfüllung mit Oktaederstumpf, Tetraederstumpf und Kuboktaeder
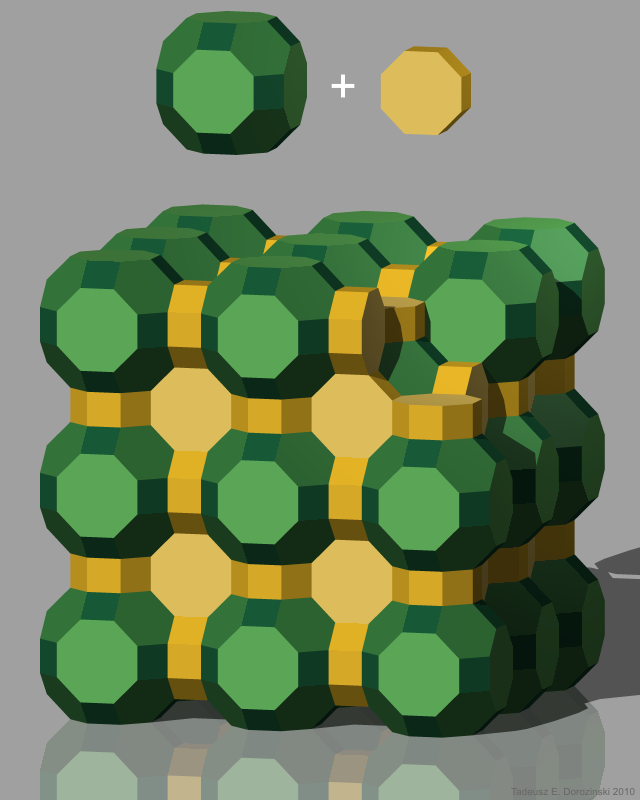
Raumfüllung mit Großem Rhombenkuboktaeder und Achteckprisma
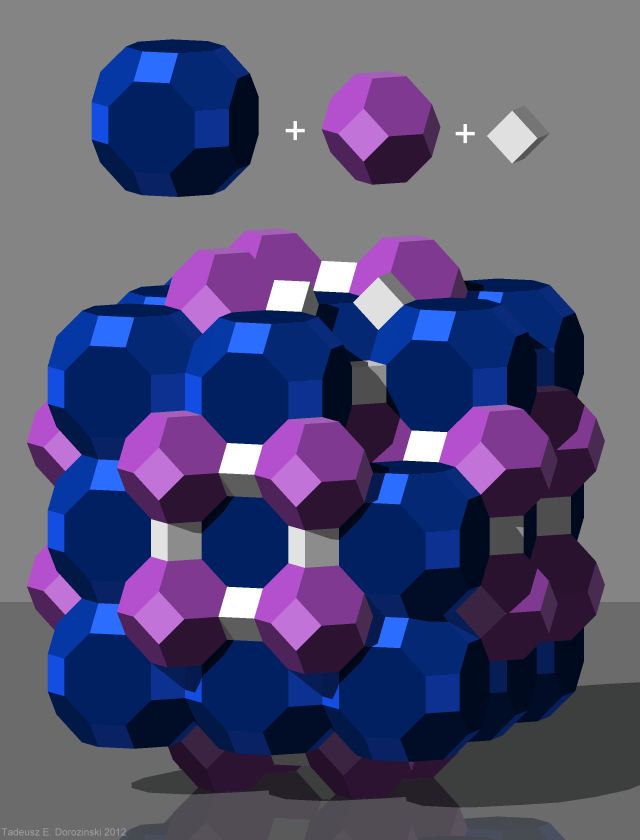
Raumfüllung mit Großem Rhombenkuboktaeder, Oktaederstumpf und Würfel
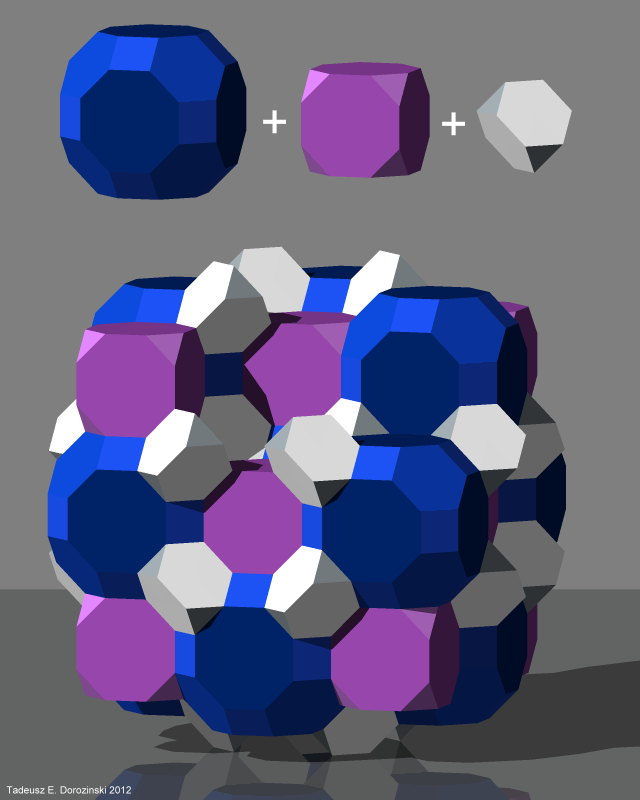
Raumfüllung mit Großem Rhombenkuboktaeder, Hexaederstumpf und Tetraederstumpf

Der dreidimensionale euklidische Raum kann mit Oktaederstümpfen lückenlos parkettiert werden. Das ist der einzige archimedischen Körper, mit dem das möglich ist.

## Das Pseudo-Rhombenkuboktaeder
Lange Zeit benutzte man für die Definition der archimedischen Körper nicht die globale, sondern die anschaulichere lokale Uniformität der Ecken. Erst im Jahr 1930 stellte der britische Mathematiker J. C. P. Miller fest, dass ein konvexes Polyeder mit regelmäßigen Seitenflächen existiert, welches die lokale Uniformität der Ecken erfüllt, aber bisher nicht als archimedischer Körper erkannt worden war. Dieses Polyeder entsteht, wenn man beim Rhombenkuboktaeder eine Kappe um 45 Grad verdreht. Es wird als Pseudo-Rhombenkuboktaeder, als Miller’s solid oder als Johnson-Körper {\displaystyle J_{37}} bezeichnet.
In jeder Ecke dieses Körpers stoßen wie beim Rhombenkuboktaeder drei Quadrate und ein Dreieck zusammen, die lokale Uniformität der Ecken ist also gegeben. Im Gegensatz zu den klassischen archimedischen Körpern können trotzdem zwei verschiedene Typen von Ecken unterschieden werden. Dazu ist es aber notwendig, nicht nur die direkten Nachbarflächen der Ecke zu betrachten, sondern zur Unterscheidung auch die weiter entfernten Nachbarflächen der Ecke mit einzubeziehen.
Gelegentlich klassifiziert man das Pseudo-Rhombenkuboktaeder als 14. archimedischen Körper. In der Regel herrscht aber die Meinung vor, dass es aufgrund der unterschiedlichen Typen von Ecken nicht als archimedischer Körper angesehen werden sollte. Die Forderung der starken Uniformität der Ecken sorgt dann dafür, dass das Pseudo-Rhombenkuboktaeder aus der Definition ausgeschlossen wird.

## Geschichtlicher Hintergrund
Die archimedischen Körper sind benannt nach dem antiken griechischen Mathematiker Archimedes, der sie in einem heute nicht mehr erhaltenen Werk diskutierte. Obwohl sie ursprünglich nicht Archimedes zugeschrieben wurden, erwähnte Pappus von Alexandria im fünften Buch seiner Mathematischen Sammlungen (Synagoge, lat. Mathematicae collectiones), dass Archimedes 13 Polyeder auflistete, jeweils mit kurzen Angaben zur Zahl der Flächen verschiedener Art.

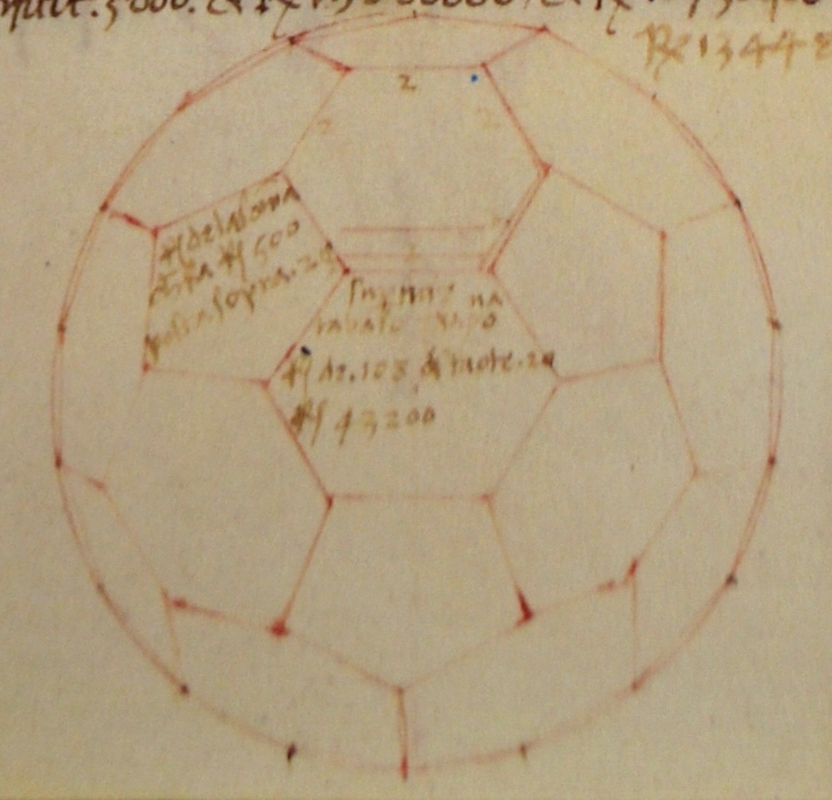
Abgestumpftes Ikosaeder in De quinque corporibus regularibus
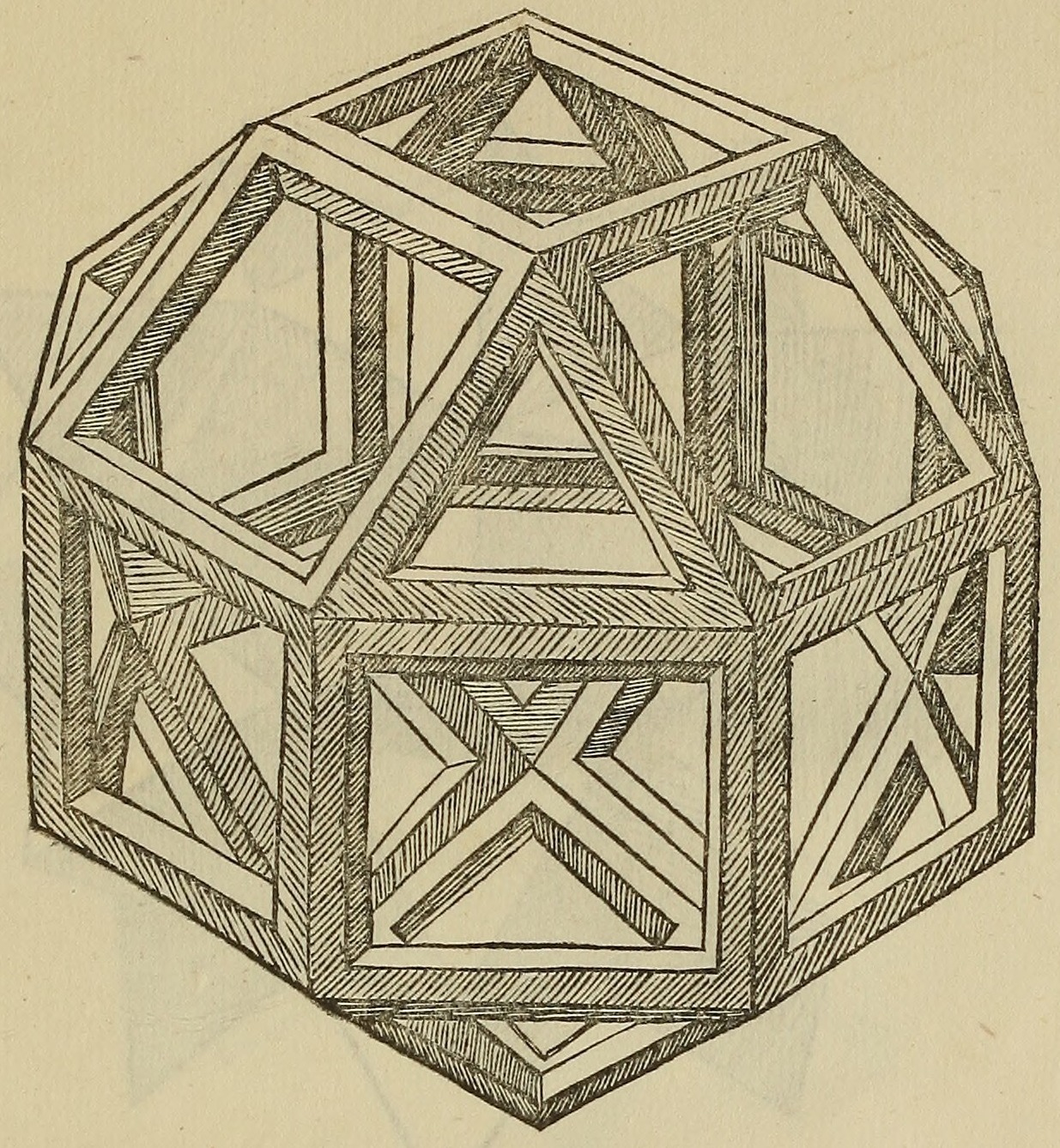
Rhombenkuboktaeder, Zeichnung von Leonardo da Vinci
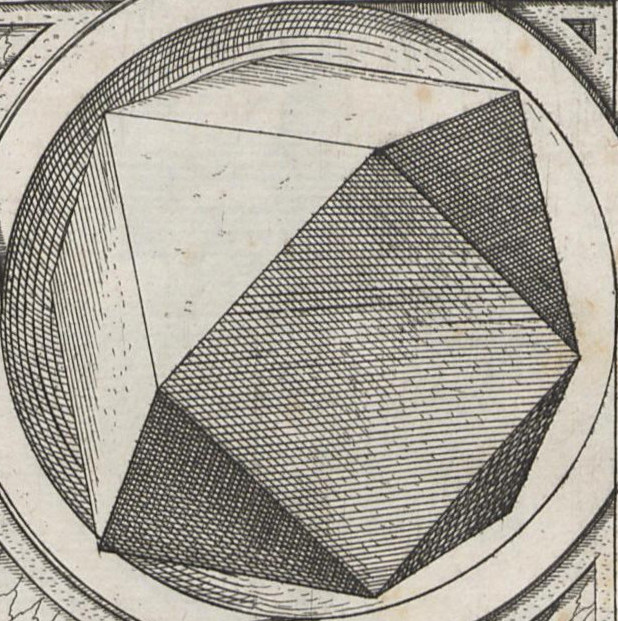
Kuboktaeder in Perspectiva Corporum Regularium

Während der Renaissance schätzten Künstler und Mathematiker reine Formen von hoher Symmetrie. Einige der archimedischen Körper erschienen in dem Werk De quinque corporibus regularibus von Piero della Francesca, der die Schriften von Archimedes studierte und zu kopieren suchte und diese zitierte. Jedoch wurden die Körper nicht Archimedes zugeschrieben; sie erschienen eher als unabhängige Neuentdeckung. Des Weiteren kamen die archimedischen Körper in Perspectiva Corporum Regularium von Wenzel Jamnitzer vor, außerdem in Summa de arithmetica und Divina proportione von Luca Pacioli, mit Zeichnungen von Leonardo da Vinci. Netze archimedischer Körper erschienen in Albrecht Dürers Underweysung der Messung, kopiert aus Paciolis Werk. Etwa um 1620 vervollständigte Johannes Kepler in seinen Harmonices Mundi die Wiederentdeckung der 13 Polyeder. Er definierte dabei auch Prismen, Antiprismen und die nicht-konvexen Körper, die heute als Kepler-Poinsot-Körper bekannt sind.

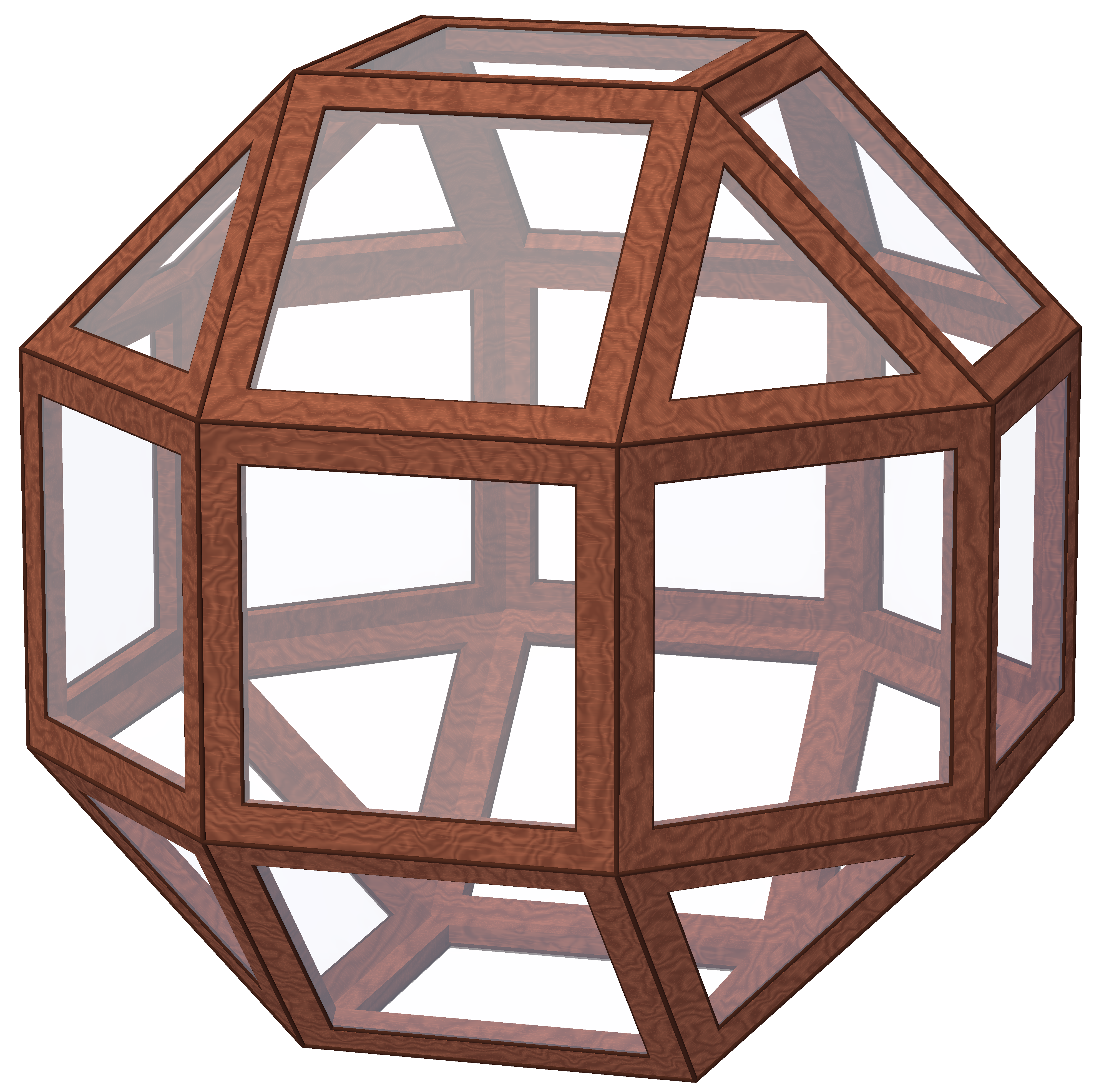
Rhombenkuboktaeder
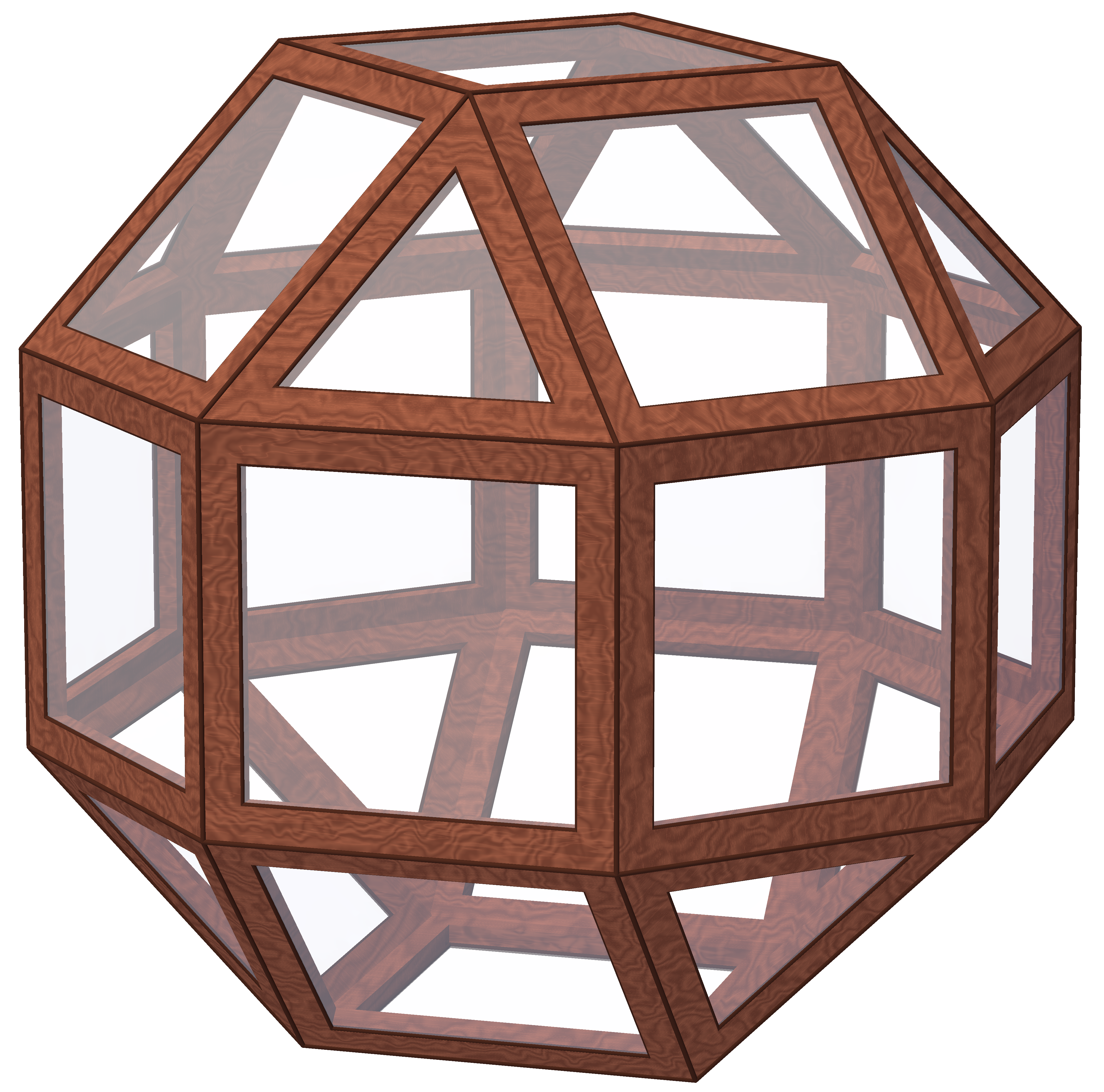
Pseudo-Rhombenkuboktaeder

Es ist möglich, dass Kepler auch das Pseudo-Rhombenkuboktaeder entdeckte. Kepler spricht an einer Stelle von 14 archimedischen Körpern, während die veröffentlichte Liste nur 13 solche Polyeder umfasst. Die erste eindeutige Aussage über die Existenz dieses Körpers stammt von Duncan Sommerville aus dem Jahr 1905. Dieser Körper tauchte auf, als einige Mathematiker das Rhombenkuboktaeder auf falsche Weise konstruierten, nämlich durch Hinzufügung zweier Quadratkuppeln zu einem Achtecksprisma, wobei diese Kuppeln um {\displaystyle 45^{\circ }} gegeneinander verdreht sind.
Die 13 archimedischen Körper haben die Eigenschaft, ecken-transitiv zu sein. Das bedeutet, dass zu zwei beliebigen Ecken ein Element der Symmetriegruppe existiert, das die eine Ecke auf die andere abbildet. Für das Pseudo-Rhombenkuboktaeder trifft das nicht zu. Grünbaum beobachtete, dass es eine schwächere Definition von archimedischen Körpern erfüllt, in der „identische Ecken“ nur bedeutet, dass die Teile des Polyeders in der Nähe der zwei Ecken gleich aussehen (gleiche Arten von Vielecken in der gleichen Reihenfolge mit gleichen Winkeln dazwischen). Er wies auf einen häufigen Fehler hin, bei dem Autoren die archimedischen Körper lokal definieren, aber den 14. Körper weglassen. Wenn nur 13 Körper aufgezählt werden, muss die Definition globale Symmetrien statt lokaler Eigenschaften berücksichtigen. Seit dieser Erkenntnis wird das Pseudo-Rhombenkuboktaeder nicht mehr zu den archimedischen Körpern gezählt, sondern zu den Johnson-Körpern, also konvexen Polyedern, bei denen alle Flächen regelmäßige Vielecke sind.